# Edmund Schulze
Pour les articles homonymes, voir Schulze.
Heinrich Edmund Schulze (né le 26 mars 1824, mort le 13 juillet 1878) était un facteur d'orgue allemand. Il était le dernier de cinq générations de la famille Schulze qui avait commencé à construire des orgues avec Hans Elias Schulze (1688–1762), l'arrière-arrière-grand-père d'Edmund. Il mourut de tuberculose.
Parmi ses réalisations les plus connues, une se trouve à St George's Minster, Doncaster (en) et une fut construite dans les Meanwood Towers à Meanwood (en), Leeds, Yorkshire de l'Ouest en 1869 puis déplacée plus tard, d'abord à St. Peter's Church, Harrogate (en), Yorkshire du Nord puis à St. Bartholomew's Church, Armley (en), Leeds en 1879, où elle est toujours utilisée. L'orgue qui était à l'origine à l'église de St Mary, Tyne Dock (en), a été déplacé à Ellesmere College (en) en 1980.